# خورشیدگرفتگی ۴ سپتامبر ۲۱۰۰
خورشیدگرفتگی ۴ سپتامبر ۲۱۰۰ (به انگلیسی: Solar eclipse of September 4, 2100) یک خورشیدگرفتگی از نوع خورشیدگرفتگی کامل است. این خورشیدگرفتگی در تاریخ ۴ سپتامبر ۲۱۰۰ میلادی (‎۱۳ شهریور ۱۴۷۹ خورشیدی) روی خواهد داد که زمان اوج آن، ساعت ۸:۴۹:۲۰ به‌وقت ساعت هماهنگ جهانی است. مدت زمان و طول این خورشیدگرفتگی ۳ دقیقه و ۳۲ ثانیه خواهد بود.